# Rio Rezovo
O rio Rezovo ou rio Mutludere (também Rezovska, Rezvaya ou Rezve; em búlgaro:  Резовска река, em turco:  Mutludere) é um rio do sudeste da Bulgária e norte da Turquia Europeia. Na Bulgária, está inserido no Parque Natural Strandzha.
O rio Rezovo tem 112 km de comprimento e nasce na parte turca dos montes Strandzha (Istranca) a leste de Kofçaz e nesse local tem o nome turco Paspalderesi. Corre em geral para leste, da Turquia para a Bulgária, e depois de Paspala na província de Kırklareli forma parte da fronteira Bulgária-Turquia, até à sua foz no mar Negro em Rezovo. Este local é o mais meridional da costa búlgara no Mar Negro, e o mais setentrional da costa turca. A bacia do Rezovo tem 739 km², dos quais 555 km² na Turquia e 184 km² na Bulgária. O seu maior afluente é o rio Velika.